# Thanachach Phocha
Thanachach Phocha (thailändisch ธนชัช โพธ์ชา, * 27. Februar 2001) ist ein thailändischer Fußballspieler.

## Karriere
Thanachach Phocha steht seit 2020 beim Muangkan United FC unter Vertrag. Der Verein aus Kanchanaburi spielte in der dritten thailändischen Liga, der Thai League 3. Hier trat Muangkan in der Western Region an. Am Ende der Saison feierte er mit dem Verein die Meisterschaft der dritten Liga sowie den Aufstieg in die zweite Liga. Sein Zweitligadebüt gab Thanachach Phocha am 3. Oktober 2021 (6. Spieltag) im Auswärtsspiel gegen den Customs Ladkrabang United FC. Hier wurde er in der 80. Minute für Suwat Yadee eingewechselt. Customs gewann das Spiel 5:2. Für Muangkan bestritt er 19 Ligaspiele. Im August 2022 ging er in die dritte Liga, wo er sich dem Banbueng FC aus Chonburi anschloss. Mit Banbueng spielte 14-mal er in der Eastern Region der Liga. Am Ende der Saison belegte er mit Banbueng den letzten Tabellenplatz. Zu Beginn der Saison 2023/24 unterschrieb er einen Vertrag beim Zweitligaaufsteiger Dragon Pathumwan Kanchanaburi FC. Am 15. Juni 2024 stand er mit Kanchanaburi im Finale des FA Cup. Das Spiel gegen den Erstligisten Bangkok United verlor man nach Elfmeterschießen. Nach insgesamt 25 Ligaspielen wechselte er im Dezember 2024 zum Drittligisten Raj-Pracha FC. Mit dem Verein aus Bangkok spielt er in der Western Region der Liga.

## Erfolge
Muangkan United FC
- Thai League 3 – West: 2020/21  ▲

Dragon Pathumwan Kanchanaburi FC
- Thailändischer Pokalfinalist: 2023/24